# 가야 에이지
가야 에이지(일본어: 賀谷 英司, 1969년 2월 8일 ~ )는 일본의 전 축구 선수이다.

## 구단 경력
1987년 일본 사커 리그의 스미토모 금속(가시마 앤틀러스)에 입단했다. 1996년까지 104경기에 출전. 1997년 요코하마 마리노스로 이적, 1998년 교토 퍼플 상가로 이적했다. 2000년부터 2001년까지 J2리그의 베갈타 센다이에서 뛰었다. 2001년후 현역 은퇴.